# Вильярроэль, Мигель
Миге́ль А́нхель Вильярроэ́ль Та́рдио (исп. Miguel Ángel Villarroel Tardio; род. 10 января 2003) — боливийский футболист, полузащитник клуба «Боливар».

## Клубная карьера
Вильярроэль — воспитанник клуба «Боливар». 12 июля 2021 года в матче против «Реал Санта-Крус» он дебютировал в боливийской Примере. 16 апреля 2022 года в поединке против «Блуминга» Мигель забил свой первый гол за «Боливар». В том же году он помог клубу выиграть чемпионат. Летом того же года Вильярроэль на правах аренды выступал за португальский «Сан Жау де Вер».

## Международная карьера
В 2019 году в составе юношеской сборной Боливии Вильярроэль принял участие в юношеском чемпионате Южной Америки в Перу. На турнире он сыграл в матчах против команд Эквадора, Венесуэлы и Чили.
В 2023 году в составе молодёжной сборной Боливии Вильярроэль принял участие в молодёжном чемпионате Южной Америки в Колумбии. На турнире он сыграл в матчах против сборных Венесуэлы, Эквадора, Чили и Уругвая.

## Достижения
Клубные
 «Боливар»
- Победитель боливийской Примеры — 2022